# (6136) Gryphon
(6136) Gryphon es un asteroide perteneciente al cinturón de asteroides, región del sistema solar que se encuentra entre las órbitas de Marte y Júpiter, más concretamente a la familia de Eos descubierto el 22 de diciembre de 1990 por Akira Natori y el también astrónomo Takeshi Urata desde la Estación Yakiimo, Shimizu-ku, Japón.

## Designación y nombre
Designado provisionalmente como 1990 YH. Fue nombrado Gryphon en homenaje al Grifo, personaje que aparece en las aventuras de Alicia de Lewis Carroll. El Grifo tenía la cabeza de un águila, la mitad delantera con alas y garras, y en la parte posterior las patas y la cola de un león. Desafortunadamente, a Alicia no le gustó la apariencia de la criatura. El Grifo era amigo de la Falsa Tortuga.

## Características orbitales
Gryphon está situado a una distancia media del Sol de 3,028 ua, pudiendo alejarse hasta 3,202 ua y acercarse hasta 2,854 ua. Su excentricidad es 0,057 y la inclinación orbital 11,17 grados. Emplea 1925,24 días en completar una órbita alrededor del Sol.

## Características físicas
La magnitud absoluta de Gryphon es 11,7. Tiene 15,583 km de diámetro y su albedo se estima en 0,185. 